# 산청 소남리 조씨고가
산청 소남리 조씨고가(山淸 召南里 趙氏古家)는 대한민국 경상남도 산청군 단성면 소남리에 있는 가옥이다. 1986년 8월 6일 경상남도의 문화재자료 제165호로 지정되었다.

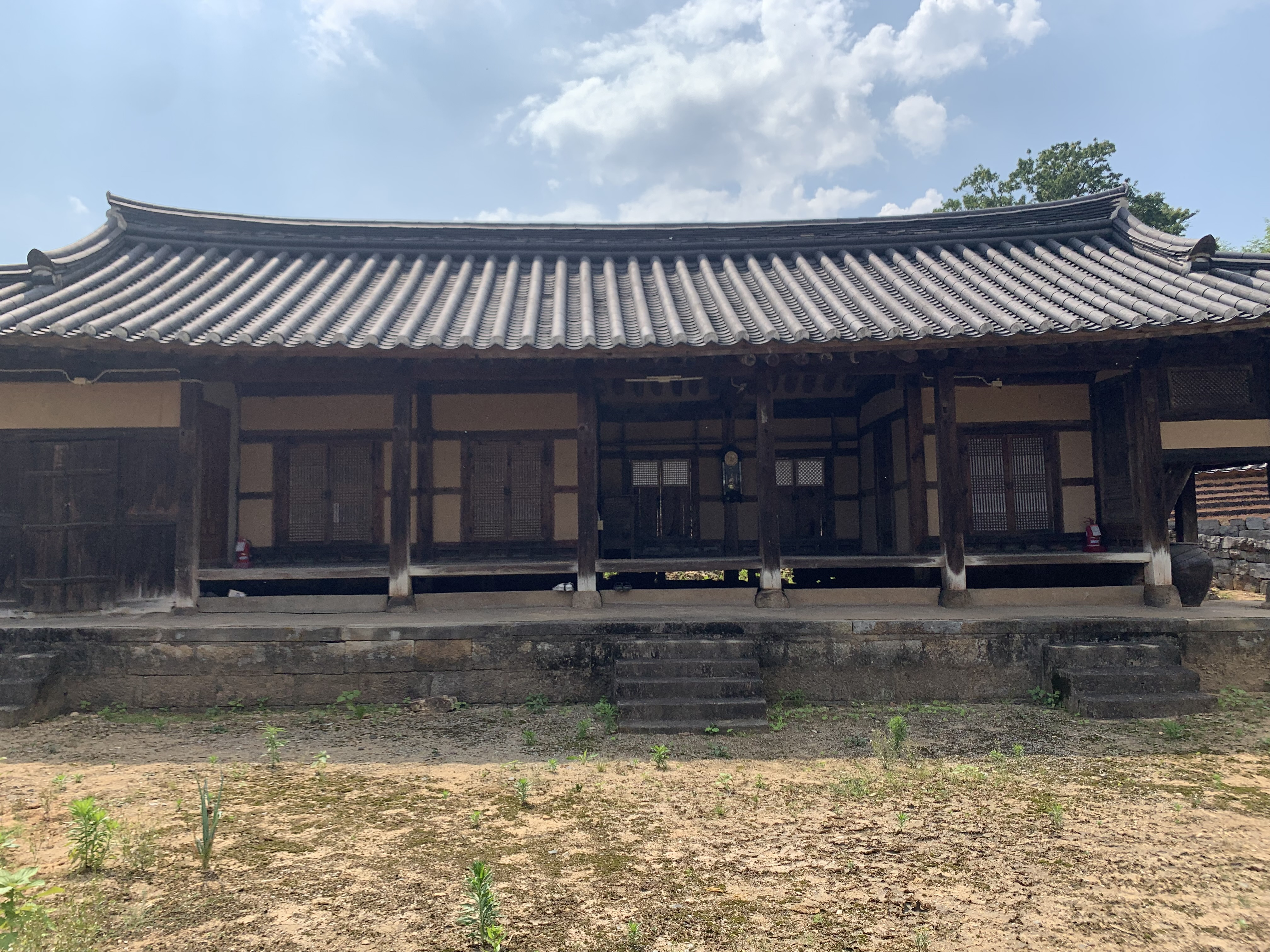
20230616 소남리 조씨고가

## 개요
사랑채 건물에서 발견한 기록으로 미루어 조선 고종 27년(1890)년에 지은 집이다. 바깥에서 안으로 사랑채와 안채, 사당 순으로 배열되어 있으며, 안채를 중심으로 사랑채와 곳간채, 사당이 ㅁ자형을 이루고 있다.
안채는 앞면 6칸·옆면 2칸 규모로 지붕은 옆에서 볼 때 여덟 팔(八)자 모양인 팔작지붕이다.
사랑채는 ㄱ자형 평면으로 앞면 6칸·옆면 2칸 규모이며 동쪽으로 나온 2칸은 대청과 누마루이다. 특히 마루에는 3면에 난간을 두고 들어열개문을 설치하였고, 마루 아래 주춧돌은 8각형으로 마감하여 누각의 격식을 갖추었다.
사당은 앞면 4칸·옆면 2칸 크기에, 지붕은 옆에서 볼 때 사람 인(人)자 모양인 맞배지붕으로 꾸몄다.
사대부 주택의 공간적 위계를 잘 지키고 있는 구조로 유교 전통이 엿보이는 가옥이다.

## 참고 자료
- 산청 소남리 조씨고가 - 국가유산청 국가유산포털